# Маркова, Анастасия Альбертовна
Анастасия Альбертовна Маркова (род. 13 марта 2005 года; Вологда, Россия) — российская пловчиха.
Чемпионка России (2020). Серебряный призёр чемпионата России на короткой воде (2020).

## Биография
Занимается в плавательном бассейне «Лагуна» (Вологда). Личный тренер — Андрей Львович Алёшин.
В мае 2019 года завоевала две серебряные медали на чемпионате России среди девушек (13-14 лет): в комплексном плавании на 200 метров и в вольном стиле на 400 метров.
Чемпионат России 2019

В категории 100 метров на спине, в предварительном заплыве показала результат 1:06.76. Не вышла в полуфинал. В категории 50 метров вольным стилем, в предварительном заплыве показала результат 27.3. Не вышла в полуфинал.
Чемпионат России на короткой воде 2019

Выступала в комплексе, 100 метров. В предварительном заплыве показала результат 1:04.73. Не вышла в полуфинал. В вольном стиле на 200 метров, в предварительном заплыве показала результат 2:02.72. Не вышла в финал.
Чемпионат России 2020

В категории 50 метров баттерфляем, в предварительном заплыве показала результат 28.24. Не вышла в полуфинал. В категории 100 метров баттерфляем, в предварительном заплыве показала результат 1:00.30. Вышла в полуфинал. В полуфинале показала результат 59.73. Вышла в финал. В финале заняла 4-е место с результатом 59.52. В категории 200 метров баттерфляем, в предварительном заплыве показала результат 2:13.16. Вышла в финал. В финале заняла 1-е место с результатом 2:10.87.
Чемпионат России на короткой воде 2020

Выступала в категории 200 метров баттерфляем. В предварительном заплыве показала результат 2:11.03. Вышла в финал. В финале заняла 2-е место с результатом 2:07.97.

## Титулы
- 2020  Чемпионка России (200 метров, баттерфляй).
- 2020  Серебряный призёр чемпионата России на короткой воде (200 метров, баттерфляй).